# رضا توفيق
رضا توفيق بولوك باشي (بالتركية: Rıza Tevfik Bölükbaşı)‏ هو شاعر وفيلسوف وسياسي عثماني تركي، وقائد لبعض أعضاء البكداشية. ولد في 1869 وتوفي في 31 ديسمبر 1949.
يُعدّ الفيلسوف رضا توفيق من أشهر الشخصيات في الدولة العثمانية خلال الربع الأول للقرن العشرين. فقد انتسب في عام 1890 إلى كلية الطب بجامعة إسطنبول، التي شهدت في عام 1899 تأسيس جمعية الاتحاد والترقي على يد إبراهيم تيمو وزملائه إسحق سكوتي ومحمد رشيد وعبد الله جودت، ثم انضم إليها رضا توفيق وبرز فيها خلال الأحداث المفصلية التي مرت على الدولة العثمانية (1908-1910).
ورغم دراسته للطب وعمله في هذا المجال، إلا أنه كان مولعاً بالفلسفة واللغات والتاريخ والآثار، بالإضافة إلى نظم الشعر، حتى أصبح لقب «الفيلسوف» جزءاً من اسمه.
وهكذا برز رضا توفيق بقوة خلال الحركة الدستورية المعارضة للسلطان عبد الحميد الثاني (1876-1909) التي أرغمته في 24 تموز 1908 على إعادة العمل بالدستور العثماني لعام 1876 والذي جمّد العمل فيه في مطلع 1878، وعلى الدعوة إلى الانتخابات للبرلمان العثماني (مجلس المبعوثان).
ومع فوزه في الانتخابات أصبح رضا توفيق عضواً في البرلمان العثماني، حيث تعرّف هناك على نائب الحجاز الأمير عبد الله بن الحسين وتوثقت العلاقة بينهما منذ ذلك الحين. وكما كان له دور في أحداث تموز 1908 فقد برز رضا توفيق أيضاً في أحداث ربيع 1909 التي أدت إلى عزل السلطان عبد الحميد، وهو ما ندم عليه لاحقاً وعبّر عن ذلك في كتاباته.
ولكن رضا توفيق كأي مفكّر حرّ لم يتقبّل السياسة اللاحقة لجمعية الاتحاد والترقي، ومن ذلك فيما يتعلق بالعرب، فانتقل إلى المعارضة وانتسب إلى حزب المعارضة (الحرية والائتلاف) ليتحول إلى خصم لدود للاتحاديين في البرلمان العثماني. وقد تمكّنت المعارضة من الوصول إلى الحكم في صيف 1912، إلا أن الاتحاديين قاموا بانقلاب عسكري في 23 كانون الثاني 1913 هاجموا فيه مبنى رئاسة الحكومة وقتلوا وزير الدفاع حسين ناظم باشا وأجبروا الصدر الأعظم كامل باشا على الاستقالة، مما أحبط رضا توفيق ودفعه إلى الانسحاب من الحياة السياسية والالتفات إلى العمل الأكاديمي أستاذاً للفلسفة وتاريخ الأدب العثماني خلال الفترة 1913-1918.
ومع انهزام الدولة العثمانية في نهاية الحرب العالمية الأولى واستسلام الاتحاديين، برز رضا توفيق على المسرح من جديد بعد تعيينه وزيراً للمعارف في حكومة الداماد فريد باشا في نهاية 1918، وعضواً في مجلس الشورى عام 1920. وبناءً على ذلك تمّ اختيار رضا توفيق وعضوين آخرين (وزير التعليم هادي العمري والسفير رشيد خالص) للتوقيع في 10 آب 1920 على معاهدة «سيفر» التي فرضها الحلفاء على الدولة العثمانية. ولكن هذه المعاهدة، التي فتّتت أوصال الدولة العثمانية، أدت إلى بروز مصطفى كمال على رأس حركة المقاومة المسلحة التي رفضت ما فرضه الحلفاء على السلطان محمد السادس (1918-1922).
ورغم استقالة الحكومة الموالية للسلطان في 1921 وتعيين رضا توفيق عضواً في مجلس الأعيان ثم رئيساً لمجلس شورى الدولة في 1921، إلا أن «المجلس الوطني الكبير» الذي أقامه مصطفى كمال في أنقرة أصدر في 16 تشرين الثاني 1922 اتهاماً بالخيانة لكلّ من قبل بمعاهدة «سيفر» ونتائجها، وحكم بالإعدام على مئة وخمسين شخصية كان من ببينهم رضا توفيق، الذي غادر إسطنبول خلال أيام باتجاه الاسكندرية برفقة شيخ الإسلام مصطفى صبري، ووزير الحربية سليمان شفيق وغيرهما، ومنها واصل طريقه إلى مكة المكرمة.
وما إن وصل خبر وصوله إلى مكة المكرمة حتى استدعاه الأمير عبدالله بن الحسين إلى عمان ليساعده في تأسيس أجهزة الإمارة الجديدة، وهو ما سمح لرضا توفيق أن يعايش سنوات التأسيس ويتسلّم العديد من المناصب المهمة خلال الفترة 1923-1931، حيث شارك في تأسيس المجمع العلمي، ورأس مجلس المعارف، وشارك في وضع القانون الأساسي للدولة لعام 1928، ثم عُيّن مديراً للآثار ومديراً للصحة.. إلخ . ومن الواضح أن هذه «السنوات الأردنية» من حياة رضا توفيق قد تركت تأثيرها في نفسيته وفي إنتاجه العلمي والأدبي، كما إنها تفصح عمّا تركه من تأثير في الأردن.
فقد كانت لرضا توفيق مجالسه في عمّان، وكانت له علاقات ومطارحات شعرية مع الأمير عبدالله، ومع شاعر الأردن مصطفى وهبي التل (عرار)، محمد يوسف الشريقي رئيس تحرير «الشرق العربي» التي كانت تنشر مقالاته، وغيرهم. ويكفي هنا أن نذكر شهادة محمد الشريقي، الذي عرفه من قرب آنذاك وكان يترجم مقالاته، حيث يقول عن مجالس رضا توفيق في عمّان إنها كانت «أفضل المجالس وأضوأها شعلة وألطفها بسمة وأكثرها حكمة، وقد ساعد على تطور الفن والأدب في شرقي الأردن، واستفاد منها الأدباء الأردنيون فائدة كبيرة».
وفيما يتعلق بالشاعر عرار فقد كان يلتقي بانتظام مع رضا توفيق بجلسات فلسفية في «دار الحكمة»، التي كانت عبارة عن ورشة نجارة في مدخل المنشية بعمّان وفيها حجران، كان يجلس على واحد رضا توفيق وعلى الآخر عرار، ويدور بينهما حديث فلسفي بعيداً عن عالم المادة. ترجم عرار آنذاك رباعيات عمر الخيام التي كان قد نشرها بالتركية رضا توفيق وحسين دانش، إلا أن عرار لم يترجم منها سوى 169 رباعية من أصل 397 رباعية.
وقد توثقت العلاقة بين رضا توفيق وعرار إلى الحد الذي يعترف فيه عرار بتأثير رضا توفيق عليه في إحدى قصائده (الهارب الغالي):
ومن الطبيعي أن تكون لتلك السنوات الطويلة التي قضاها رضا توفيق في الأردن تأثيرها على شعره أيضاً. فقد كتب أقوى قصائده «القدرية» وقام بإهدائها إلى الأمير عبدالله، كما أن الأمير ترجم له قصيدة «من دار قوم إلى أخرى» التي ورد في مطلعها:
ومن القصائد المعروفة لرضا توفيق «مدن صامتة» التي كتبها في الأردن بعد وصوله وعبّر فيها عن مشاعره الأولى بالوحدة بعد مفارقته السريعة لأسرته، ويقول في نهايتها:

## معرض صور

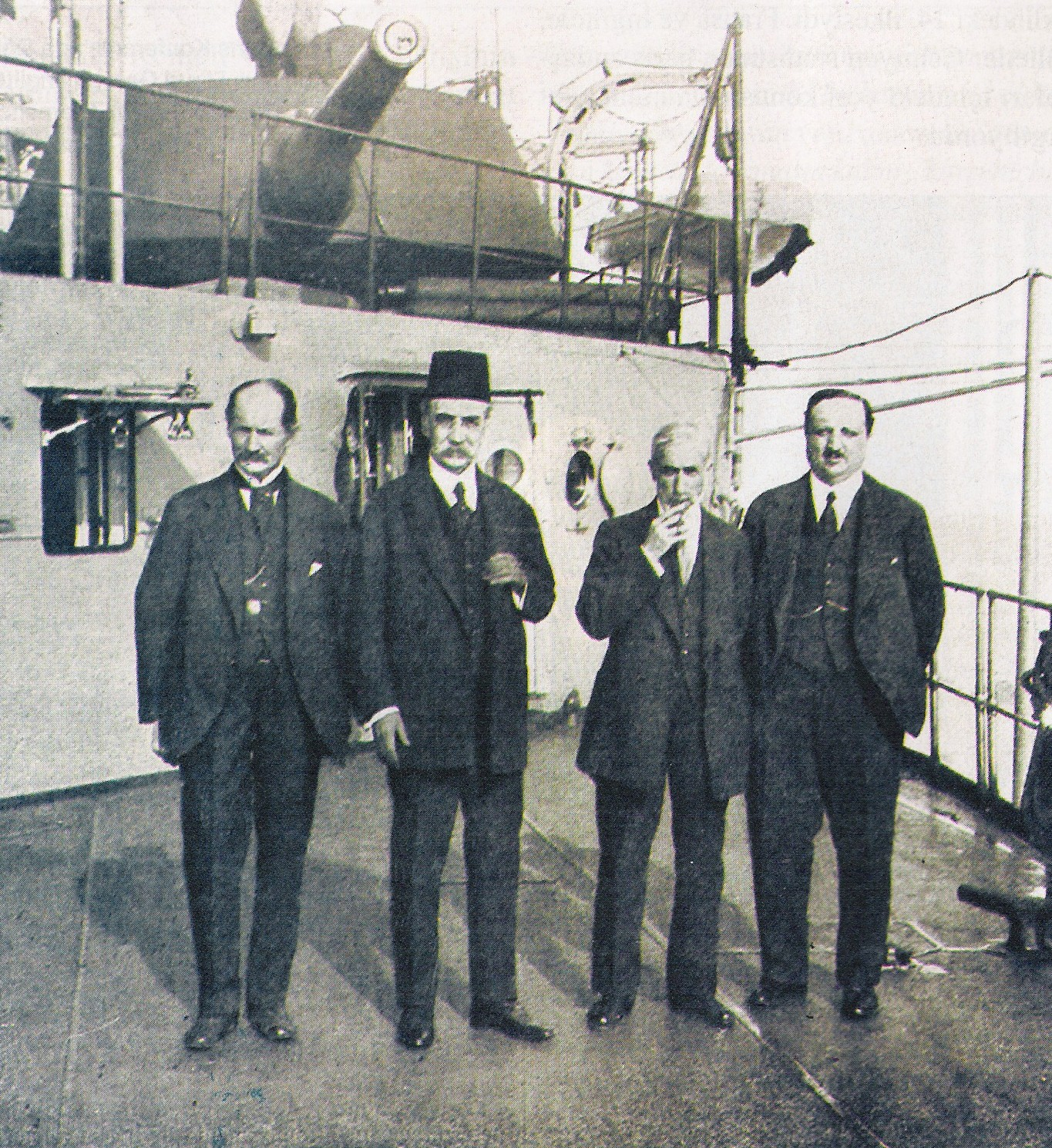
الموقعون على اتفاقية سيفر، يظهر كل من رضا توفيق (الأول من اليسار) وفريد باشا (الثاني من اليسار) ومحمد هادي البغدادي (الثالث من اليسار) ورشاد هاليس (الرابع من اليسار)
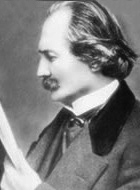
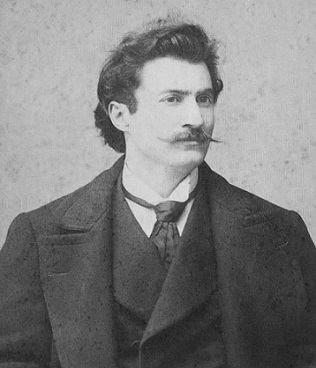
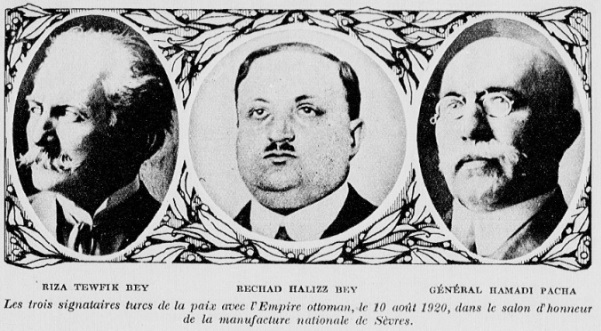
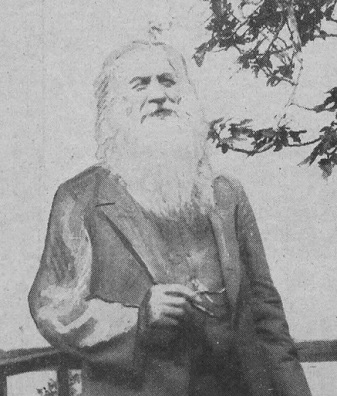

## روابط خارجية
- رضا توفيق على موقع ميوزك برينز (الإنجليزية)